# Belagerung von Brześć Kujawski
In der Belagerung von Brześć Kujawski kämpfte vom 8. bis zum 20. April 1331 ein Deutschordensheer unter Otto von Lauterberg gegen polnische Verteidiger unter Wojwoden von Brześć Kujawski Wojciech z Pakości. Die Stadt fiel am 20. April 1332. Der polnische König Władysław I. Ellenlang war nicht zugegen.

## Schlacht
Friedensverhandlungen zwischen den Konfliktparteien nach der Schlacht bei Płowce 1331 zogen sich in die Länge. Es wurden lediglich Gefangene ausgetauscht. Das Deutschordensheer besetzte daraufhin Kujawien, um seine Verhandlungsposition zu stärken. Es zog mit einer Armee von ca. 10.000 Kämpfern und modernen Belagerungsmaschinen vor die Tore der Stadt Brześć Kujawski, der wichtigsten Festung in Kujawien. Die Belagerung begann am 8. April 1332. Am 19. April 1331 gelang es den Angreifern eine Bresche in die Stadtmauer zu schlagen und sie stürmten am folgenden Tag die Stadt. Ein polnisches Entsatzheer unter Wincenty z Szamotuł musste den Rückzug antreten. Am 26. April 1332 wurde Inowrocław kampflos an den Orden übergeben. Bis zum Juli 1332 gelang es dem Deutschen Orden ganz Kujawien unter seine Kontrolle zu bringen. Der Krieg zog sich jedoch ohne weitere größere Kampfhandlungen über weitere elf Jahre fort. Erst Kasimir der Große, der Sohn Władysław I. Ellenlangs, beendete ihn 1343 mit dem Frieden von Kalisz.